# علي بن فرامرز
علي بن فرامرز كان أمير كاكويًا على يزد وأبرقوه. وهو ابن فرامرز.

## السيرة الذاتية
في عام 1076/1077، تزوج علي من خديجة أرسلان خاتون، ابنة جغري بك، التي كانت أرملة الخليفة العباسي القائم بأمر الله (1031–1075). كان علي تابعًا مخلصًا للسلاجقة، وقضى معظم فترة حكمه في بلاط السلطان السلجوقي جلال الدولة ملك شاه في أصفهان. وكان راعيًا للشاعر الفارسي معزي البرهاني، الذي كتب بعض القصائد التي أهداها إليه.
بعد وفاة جلال الدولة ملك شاه عام 1092، دعم علي شقيقه تتش بن ألب أرسلان الذي سيطر على الجزء الغربي من الدولة السلجوقية واعتبر أن له الأحقية في العرش أكثر من بركياروق بن ملكشاه. إلا أن تتش هُزم هزيمة حاسمة في معركة قرب الري عام 1095، حيث قُتل هو وعلي. وخلفه ابنه قرشاشب الثاني.